# Rosalind Franklin
Rosalind Elsie Franklin (sinh ngày 25 tháng 7 năm 1920 - mất ngày 16 tháng 4 năm 1958) là nhà lý sinh học và tinh thể học tia X có những đóng góp quan trọng cho sự hiểu biết về cấu trúc phân tử của DNA, RNA, virus, than đá, và than chì. Nghiên cứu về DNA của bà đã đạt được những thành tựu to lớn vì trước cả Crick và Watson, bà đã thu thập được các dữ liệu cho biết rõ thành phần cấu trúc và dạng xoắn ốc của phân tử này, đặt nền móng cho chuỗi xoắn kép nổi tiếng của Crick và Watson công bố vào năm 1953.
Rosalind Franklin được biết đến nhiều nhất qua công trình Photograph 51 là dạng wet "B" form của DNA (dạng ướt) bên cạnh dạng dry "A" form (dạng khô) cũng do bà khám phá. Theo Francis Crick, các dữ liệu của bà chính là "dữ liệu mà chúng tôi thực sự sử dụng" để hệ thống nên lý thuyết về cấu trúc DNA năm 1953. Những hình ảnh nhiễu xạ tia X của bà xác nhận cấu tạo hình xoắn ốc đã bị mang cho Watson xem mà không có sự đồng ý hay báo cho bà biết. Các khám phá của bà cung cấp hiểu biết có giá trị về cấu tạo DNA, tuy nhiên những đóng góp khoa học của bà đối với việc khám phá ra cấu trúc xoắn kép không được chú ý tới đương thời. Khi Crick, Watson và Maurice Wilkins cùng được trao giải Nobel vào năm 1962, đã có nhiều ý kiến cho rằng Rosalind Franklin hoàn toàn xứng đáng cùng được nhận giải thưởng cao quý này. Tuy nhiên, lúc này bà đã mất, mà giải Nobel không trao cho những người đã qua đời.
Bà được vinh danh là người phụ nữ đã chiến thắng chủ nghĩa phân biệt giới tính trong khoa học đương thời. Tên của bà được đặt cho nhiều trường trung học và một Viện nghiên cứu, đó là Rosalind Franklin Institute trực thuộc Chính phủ Vương quốc Anh, chính thức ra mắt vào ngày 6 tháng 6 năm 2018.

## Thiếu thời và nền tảng giáo dục
Franklin sinh ra ở Notting Hill, Luân Đôn trong một gia đình người Anh gốc Do Thái giàu có và có tầm ảnh hưởng. Cha bà là Ellis Arthur Franklin (1894–1964) còn mẹ bà là Muriel Frances Waley (1894–1976). Rosalind là con gái cả và là con thứ hai trong gia đình năm anh chị em.
Từ thời thơ ấu, Franklin đã thể hiện khả năng học tập đặc biệt nổi trội. Bà theo học ở Trường nữ sinh St Paul nơi bà đặc biệt xuất sắc trong các môn gồm khoa học, tiếng Latin và thể thao. Cha bà giảng dạy điện học, từ học và lịch sử Cuộc chiến tranh vĩ đại vào buổi tối tại Working Men's College, về sau trở thành phó hiệu trưởng của trường. Gia đình bà còn giúp dân tị nạn Do Thái định cư sau khi trốn thoát Đức Quốc xã ở châu Âu.

## Cambridge, Kingston và Paris
Franklin đến học tại Newnham College, Cambridge vào năm 1938 và học ngành hoá. Một trong những người dạy bà là nhà quang phổ học W.C. Price, người về sau trở thành đồng nghiệp của bà ở King's College. Năm 1941, bà được trao Second Class Honours trong kì thi tốt nghiệp. Chứng chỉ này được chấp nhận như bằng tốt nghiệp đại học để tìm kiếm việc làm. Cambridge bắt đầu cấp bằng cử nhân và thạc sĩ cho phụ nữ từ năm 1947 và những người phụ nữ từng học tại đây sẽ tự động được cấp bằng tương ứng.
Franklin làm trợ lý nghiên cứu "trong phòng thí nghiệm của R.G.W. Norrish trong vòng một năm nhưng không thu được thành công lớn." Về sau, ông đạt giải Nobel nhờ các đóng góp cho động lực học hoá học.
Franklin tiếp tục làm trợ lý nghiên cứu cho British Coal Utilisation Research Association. Bà nghiên cứu độ xốp của than, so sánh nó mật độ với heli. Thông qua đó, bà phát hiện ra mối quan hệ giữa độ khít của các lỗ trong than với tính thấm của các lỗ đó. Bằng việc kết luận rằng các chất bị loại ra căn cứ vào kích cỡ phân tử khi nhiệt độ tăng, Franklin đã giúp phân loại than và dự đoán chính xác hiệu suất của than khi dùng làm nhiên liệu cũng như trong hoạt động sản xuất khí tài thời chiến (thí dụ mặt nạ phòng độc). Công trình này là nền tảng cho luận án tiến sĩ về hoá vật lý của bà tại đại học Cambridge. Bà nhận bằng tiến sĩ năm 1945.
Nhà khoa học người Pháp Adrienne Weill là một trong những người hướng dẫn của Franklin tại Newnham. Cuối Chiến tranh thế giới thứ hai, Franklin xin Weill giới thiệu về một chỗ làm việc dành cho "một nhà hoá vật lý biết rất ít về hoá vật lý nhưng biết rất nhiều về những cái lỗ trong than". Tại một hội nghị vào mùa thu năm 1946, Weill giới thiệu Franklin với Marcel Mathieu, giám đốc Centre National de la Recherche Scientifique (CNRS), một mạng lưới các viện nghiên cứu được sự hỗ trợ của chính phủ Pháp. Điều này dẫn đến cuộc gặp của bà với Jacques Mering diễn ra tại Laboratoire Central des Services Chimiques de l'Etat ở Paris.
Mering là một nhà tinh thể học tia X. Ông ứng dụng tinh thể học tia X vào việc nghiên cứu tơ nhân tạo và các chất vô định hình khác. Ông dạy Franklin các khía cạnh của việc ứng dụng tinh thể học tia X lên các chất vô định hình. Franklin dùng các kiến thứ này lên các vấn đề rộng lớn hơn liên quan đến than, cụ thể là những thay đổi trong sự sắp xếp của các nguyên tử cacbon khi chúng chuyển thành than chì. Franklin xuất bản vài bài nghiên cứu về vấn đề này. Các nghiên cứu của bà trở thành một phần của hệ thống các nghiên cứu vật lý và hoá học chính thống về than. Mering cũng tiếp tục nghiên cứu về các dạng thù hình của cacbon bằng phương pháp tinh thể học tia X và các phương pháp khác.

## King's College London
Tháng 1 năm 1951, Franklin bắt đầu công việc nghiên cứu tại King's College London, trực thuộc Bộ phận Lý sinh của Hội đồng Nghiên cứu Y khoa, Vương quốc Anh dưới sự chỉ đạo của John Randall. Mặc dầu nguyên thủy việc nghiên cứu của bà là tinh thể học tia X đối với protein và lipid nhưng Randall hướng bà sang nghiên cứu về sợi DNA. Ông ra quyết định này trước cả khi bà bắt đầu làm việc tại King's do những khám phá tiên phong sắp được đề cập sau đây của Maurice Wilkins và Raymond Gosling (nghiên cứu sinh được giao dưới quyền hướng dẫn của Franklin).
Ngay cả trong điều kiện trang thiết bị sơ sài, Maurice Wilkins và Raymond Gosling đã thu được tấm ảnh nhiễu xạ tia X của DNA. Hai người này đã tiến hành sử dụng tia X để nghiên cứu DNA từ tháng 5 năm 1950, tuy nhiên Randall lại không cho hai người này biết về quyết định chỉ định Franklin tiếp thu công việc nghiên cứu bằng phương pháp tinh thể học tia X và công việc hướng dẫn khoa học cho luận án của Gosling. Việc này chính là nguyên nhân đáng kể gây nên xích mích giữa Wilkins và Franklin.
Thói quen nhìn thẳng vào mắt người khác một cách dữ dội trong khi lại đối đầu một cách không kiên nhẫn và trực diện của Franklin gây khó chịu cho nhiều đồng nghiệp. Ngược lại, Wilkins lại rất nhẹ nhàng và chậm rãi trong lời nói và tránh nhìn trực tiếp vào mắt người khác. Mặc dù sống trong bầu không khí căng thẳng nhưng Franklin và nghiên cứu sinh Gosling đã khám phá ra hai kiểu hình DNA: ở độ ẩm cao thì sợi DNA trở nên dài và mảnh; khi khô đi thì sợi ngắn lại và dày ra.
Hai kiểu hình này được đặt tên là DNA "B" và DNA "A". Do mâu thuẫn cá nhân gay gắt giữa Franklin và Wilkins, Randall tiến hành phân chia công việc nghiên cứu. Franklin chọn nghiên cứu về "A" còn Wilkins chọn nghiên cứu về "B" do những bức ảnh sơ khởi của ông cho thấy DNA có thể có cấu tạo xoắn. Tấm ảnh nhiễu xạ qua tia X do bà chụp trong thời gian này (gọi là "Photo 51") từng được J. D. Bernal gọi là "một trong những tấm ảnh tia X đẹp nhất về vật chất từng được chụp".
Cuối năm 1951, các học giả ở King's chấp nhận rộng rãi rằng DNA "B" có dạng xoắn. Tuy nhiên, sau khi thu được một hình ảnh không đối xứng vào tháng 5 năm 1952, Franklin bắt đầu không tin rằng DNA "A" cũng có dạng xoắn. Tháng 7 năm 1952, để giễu cợt Wilkins (người thường xuyên bày tỏ quan điểm cho rằng DNA có dạng xoắn), Franklin và Gosling ra một giấy báo tử thể hiện sự thương tiếc đối với "cái chết" của DNA "A" dạng xoắn. Trong năm 1952, hai người Franklin và Gosling nghiên cứu về việc ứng dụng hàm Patterson lên các tấm ảnh tia X chụp DNA. Việc này ngốn nhiều công sức và thời gian nhưng sẽ mang đến những hiểu biết cực kỳ đáng kể về cấu trúc DNA.
Tháng 1 năm 1962, Franklin rút lại ý tưởng của mình và kết luận rằng cả hai kiểu hình DNA đều có dạng xoắn. Bà bắt đầu viết ba bản thảo, trong đó hai bản thảo về DNA "A" được gửi đến Acta Crystallographica ở Copenhagen vào ngày 6 tháng 3 năm 1953, một ngày trước khi Crick và Watson hoàn thành mô hình về DNA. Chắc hẳn Franklin đã gửi thư cho họ khi hai người này đang xây dựng mô hình DNA, và chắc chắn đã viết thư gửi họ trước khi Franklin biết về công việc nghiên cứu của hai người này.
Bản thảo thứ ba của bà là về DNA "B" (đề ngày 17 tháng 3 năm 1953), được Aaron Klug phát hiện nhiều năm sau trong đống giấy tờ nghiên cứu của bà. Klug viết bài báo trên tạp chí Nature vào năm 1974 để bổ khuyết cho bài báo đầu tiên mà ông viết nhằm nhấn mạnh các đóng góp đáng kể của Franklin đối với việc tìm hiểu cấu trúc DNA. Nhắc lại rằng, bài báo đầu tiên của Klug là nhằm đáp lại cuốn hồi ký xuất bản năm 1968 của Watson là The Double Helix, trong đó thể hiện một bức tranh thiếu sót về những cống hiến của Franklin.
Theo cuốn sách The Double Helix thì vào 30 tháng 1 năm 1953, Watson tới King's mang theo bản thảo chưa in của Linus Pauling, trong đó thể hiện một cách sai lầm cấu trúc của DNA. Do Franklin không có mặt trong văn phòng nên Watson đến phòng thí nghiệm của bà cùng thông điệp khẩn về việc họ nên hợp tác chung trước khi Pauling phát hiện ra sai lầm của mình. Franklin tỏ ra giận dữ khi nghe Watson nói rằng bà không biết cách diễn giải dữ liệu của chính bà. Watson nhanh chóng rời khỏi đó và tìm đến Wilkins. Wilkins tỏ ra thương hại bà đồng nghiệp và ông này đã thay đổi lịch sử DNA khi mang cho Watson xem tấm ảnh Photo 51 do Franklin chụp mà không được sự đồng ý của bà, đổi lại Watson cho Wilkins xem bản thảo của Pauling và Corey. Tấm ảnh Photo 51 của Franklin và Gosling đã cho cặp đôi Watson - Crick ở trường Cambridge những hiểu biết quan trọng về cấu tạo DNA, trong khi mô hình mà Pauling và Corey đề xuất lại giống một cách đáng chú ý với mô hình ban đầu của Watson - Crick.

## Xây dựng mô hình cấu tạo DNA
Tháng 2 năm 1953, Francis Crick và James D. Watson bắt đầu xây dựng mô hình phân tử DNA (sau này xác định là DNA dạng B) dựa theo dữ liệu tương tự với những dự liệu của các nhà nghiên cứu ở King. Phần lớn dữ liệu của họ xuất phát trực tiếp từ nghiên cứu của Wilkins và Franklin. Nghiên cứu của Franklin được hoàn thành vào tháng 2 năm 1953, trước khi bà chuyển đến Birkbeck, và dữ liệu của bà mang ý nghĩa rất quan trọng. Khi thấy bức Photograph 51, Watson đã thốt lên "My jaw fell open and my pulse began to race" (Tôi há hốc và tim mạch đập thình thịch) như sau này ông thú nhận.
Franklin phản đối các mô hình lý thuyết sơ khởi về cấu trúc DNA. Quan điểm của bà là chỉ khi nào biết đủ về cấu trúc thì mới xây dựng được mô hình.
Giữa tháng 2 năm 1953, Max Perutz cho Crick xem một bản sao bài báo cáo cho Hội đồng Nghiên cứu Y khoa nhân chuyến thăm vào tháng 12 năm 1952 đến King's, trong đó có rất nhiều tính toán về tinh thể học của Franklin.
Do Franklin quyết định chuyển đến Birkbeck College trong khi Randall kiên quyết rằng mọi nghiên cứu về DNA phải bỏ lại King's nên Gosling đã chuyển cho Wilkins các bản sao những tấm ảnh nhiễu xạ qua tia X của Franklin. Cho đến ngày 28 tháng 2 năm 1953, Watson và Crick cảm thấy họ đã giải quyết được vấn đề, và Crick tuyên bố trong một quán rượu địa phương rằng họ đã "tìm thấy bí mật của sự sống". Tuy nhiên họ biết rằng họ cần phải hoàn thành mô hình trước khi có thể chắc chắn được điều gì.
Watson và Crick hoàn thành mô hình DNA vào ngày 7 tháng 3 năm 1953, một ngày trước khi bộ đôi này nhận được lá thư từ Wilkins cho biết rằng Franklin đã rời đi và rằng giờ họ có thể đặt "tất cả các bàn tay lên cái vòi bơm". Ngày mà bộ đôi hoàn thành mô hình DNA cũng chậm hơn một ngày so với ngày mà hai bản thảo của Franklin được gửi đến Acta Crystallographica. Wilkins đến xem mô hình này vào tuần sau đó, theo tác giả Maddox thì là ngày 12 tháng 3, và đã báo cho Gosling biết về việc trở về King's.
Không rõ mất bao lâu thì Gosling báo cho Franklin ở Birkbeck, tuy nhiên bản thảo (17 tháng 3) về DNA "B" của bà không phản ánh bất kỳ kiến thức nào của mô hình Watson - Crick. Franklin sửa chữa lại bản thảo này trước khi xuất bản nó vào ngày 25 tháng 4 trên tạp chí Nature. Ngày 18 tháng 3, khi nhận được một bản sao bản thảo của Franklin - Gosling, Wilkins viết vào câu sau: "Tôi nghĩ hai người các vị là một cặp lừa đảo già, những các vị cũng có một cái gì đó."
Crick và Watson xuất bản mô hình DNA trên Nature vào ngày 25 tháng 4 năm 1953, mô tả cấu trúc xoắn kép của DNA. Bài viết của cặp đôi này chỉ có một cước chú duy nhất ghi nhận về việc tham khảo "cống hiến 'chưa xuất bản' của Franklin và Wilkin". Theo một thoả thuận giữa giám đốc hai viện nghiên cứu, các bài báo của Franklin và Wilkins được sửa đổi và xuất bản trong cùng số báo Nature nhưng dường như chỉ để hỗ trợ cho lý thuyết của Crick và Watson về cấu tạo DNA dạng B. Tháng 3 năm 1953, Franklin rời King's và chuyển đến Birkbeck College thuộc Đại học Luân Đôn.
Nhiều tuần sau đó, vào ngày 10 tháng 4, Franklin viết thư cho Crick xin phép xem mô hình của họ. Tuy nhiên, bà vẫn giữ nguyên quan điểm phản đối việc xây dựng các mô hình sơ khởi và không ấn tượng với mô hình này. Có nguồn ghi rằng bà đã bình luận rằng "Nó rất đẹp nhưng làm thế nào họ chứng minh được nó đây?" Là một nhà khoa học thực nghiệm, Franklin dường như quan tâm tìm ra nhiều bằng chứng hơn trước khi xuất bản một mô hình. Do vậy, lời hồi đáp của bà đối với mô hình của Crick - Watson là hợp với phương pháp nghiên cứu thận trọng của bà.
Tuy vậy, như trên đã nói, bà không do dự xuất bản các ý tưởng sơ khởi về DNA ở Acta, ngay cả trước khi chúng có thể được chứng minh một cách chắc chắn. Đa số cộng đồng khoa học đều do dự vài năm rồi mới chấp nhận lý thuyết về chuỗi xoắn kép. Lúc đầu đa phần các nhà di truyền học thích mô hình này bởi vì những hàm ý di truyền học rõ ràng của nó.
Cho đến năm 1960 thì mô hình chuỗi xoắn kép DNA mới bắt đầu được chấp nhận rộng rãi hơn. Wilkins và các đồng sự mất khoảng 7 năm để thu thập đủ dữ liệu nhằm chứng minh và chỉnh lý cấu trúc DNA. Bằng chứng thực nghiệm và việc Wilkins là người khởi xướng dùng tinh thể học tia X để nghiên cứu DNA là những lý do khiến Crick cảm thấy rằng nên bổ sung tên Wilkins vào giải Nobel về DNA.

## Bệnh tật và qua đời
Giữa năm 1956, trong một chuyến công tác đến Mĩ, Franklin bắt đầu nghi ngờ về tình trạng sức khoẻ của bản thân. Bà nhận thấy mình không có thể mặc váy ngắn do một chỗ sưng u ở quanh bụng. Một cuộc phẫu thuật diễn ra vào tháng 9 cùng năm đã cho thấy có hai khối u ở bụng bà. Thời gian sau này, Franklin dành thời gian hồi phục sức khoẻ bên gia đình và bạn bè. Bà không sống cùng cha mẹ bởi vì mẹ bà than khóc và đau buồn về bà quá nhiều. Ngay cả trong quá trình điều trị ung thư thì Franklin vẫn tiếp tục làm việc. Nhóm của bà tiếp tục cống hiến nhiều kết quả - 7 bài báo trong năm 1956 và 6 bài trong năm 1957 về virus gây bệnh khảm trên cây thuốc lá và virus gây bệnh bại liệt.
Cuối năm 1957, Franklin đổ bệnh trở lại và được chuyển đến Bệnh viện Royal Marsden. Bà quay lại làm việc vào tháng 1 năm 1958 và được phong lên chức Research Associate ngành Lý sinh. Ngày 30 tháng 3 bà lại chuyển bệnh và qua đời ngày 16 tháng 4 năm 1958 ở Chelsea, Luân Đôn do bị viêm cuống phổi, ung thư biểu bì thứ phát và ung thư buồng trứng. Việc tiếp xúc với tia X được xem là nguyên nhân gây bệnh ở bà.